# Индустријско инжењерство
Индустријско инжењерство је грана инжењерства која се бави развојем, унапређивањем, применом и евалуацијом система који повезују људе, знање, опрему, енергију, материријале и процесе. Заснива се на принципима и методама детаљне инжењерске анализе, као и математике, физике и друштвених наука. Уз то, коришћењем инжењерског дизајна и пројектовања, служи да предвиди и процени резултате комплексних производних система. Индустријско инжењерство има циљ да елиминише трошкове времена, новца, материјала, енергије и других битних ресурса.
Док већина инжењерских дисциплина примењује знање и вештине у појединачним областима, индустријско инжењерство је применљиво у свакој индустрији. Примери коришћења индустријског инжењерства су очигледни у скраћењу трајања производног циклуса, побољшању продуктивности производних трака, дистрибуције производа на велика тржишта, производње јефтинијих и поузданијих делова итд.
Индустријски инжењери користе специјализована знања и вештине из математичких, физичких и друштвених наука, заједно са принципима и методама инжењерске анализе и пројектовања, да специфицирају, предвиде и процене резултате добијене из система и процеса. Постоји неколико принципа индустријског инжењеринга који се поштују у производној индустрији како би се осигурао ефикасан ток система, процеса и операција. Ово укључује оскудну продукцију, шест сигма, информационе системе, могућности процеса и DMAIC. Ови принципи омогућавају стварање нових система, процеса или ситуација за корисну координацију рада, материјала и машина и такође побољшавају квалитет и продуктивност система, физичких или друштвених. У зависности од укључених подспецијалитета, индустријски инжењеринг се такође може преклапати са, оперативним истраживањем, системским инжењерингом, производним инжењерингом, продукционим инжењерингом, инжењерингом ланца снабдевања, науком о менаџменту, инжењерингом управљања, финансијским инжењерингом, ергономијом или инжењерингом људских фактора, безбедносним инжењерингом, логистиком инжењеринга или другим, у зависности од гледишта или мотива корисника.

## Историја

### Порекло

#### Индустријско инжењерство
Међу историчарима постоји општи консензус да корени професије индустријског инжењерства датирају из Индустријске револуције. Технологије које су помогле да се механизују традиционалне ручне операције у текстилној индустрији, укључујући летећи чунак, ротирајућу џени, и можда најважније парну машину, створиле су економије обима које су по први пут учиниле масовну производњу на централизованим локацијама атрактивном. Концепт производног система је имао своју генезу у фабрикама које су настале захваљујући овим иновацијама. Такође се сугерише да је можда Леонардо да Винчи био први индустријски инжењер, јер постоје докази да је он применио науку у анализи људског рада, испитујући брзину којом је човек могао да лопатом баци земљу око 1500. године. Други такође наводе да је ова професија израсла из студије Чарлса Бебиџа о фабричким операцијама и посебно његовог рада на производњи равних игала 1832. године. Међутим, генерално се тврдило да су ови рани напори, иако су били вредни, били само посматрачки и да нису покушавали да осмисле проучаване послове или повећају укупни учинак.

#### Специјализација рада
Концепти поделе рада Адама Смита и „Невидљива рука“ капитализма представљени у његовој расправи „Богатство нација“ мотивисали су многе технолошке иноваторе индустријске револуције да успоставе и примене фабричке системе. Напори Џејмса Вота и Матјуа Болтона довели су до првог интегрисаног погона за производњу машина у свету, укључујући примену концепата као што су системи контроле трошкова за смањење отпада и повећање продуктивности и институцију обуке вештина за занатлије.
Чарлс Бебиџ се повезао са индустријским инжењерингом због концепата које је увео у својој књизи „О економији машина и произвођача“ коју је написао као резултат својих посета фабрикама у Енглеској и Сједињеним Државама почетком 1800-их. Књига обухвата теме као што су време потребно за обављање одређеног задатка, ефекти поделе задатака на мање и мање детаљне елементе и предности које се могу стећи од задатака који се понављају.

#### Заменљиви делови
Ели Витни и Симеон Норт су доказали изводљивост идеје о заменљивим деловима у производњи мускета и пиштоља за владу САД. По овом систему, појединачни делови су масовно произведени до толеранције како би се омогућила њихова употреба у било ком готовом производу. Резултат је био значајно смањење потребе за вештином специјализованих радника, што је на крају довело до тога да се индустријско окружење проучава у каснијем ступњу.

### Пионири
Фредерик Тејлор (1856 – 1915) се генерално сматра оцем дисциплине индустријског инжењерства. Он је стекао је диплому машинског инжењера на Стивенсовом технолошком институту и стекао неколико патената за своје проналаске. Његове књиге, Управљање радњом и Принципи научног менаџмента, које су објављене почетком 1900-их, биле су почетак индустријског инжењерства. Побољшања ефикасности рада по његовим методама заснивала су се на унапређењу метода рада, развоју стандарда рада и смањењу времена потребног за извођење посла. Са постојаном вером у научни метод, Тејлоров допринос „Проучавању времена“ тражио је висок ниво прецизности и предвидљивости за ручне задатке.
Тим брачног пара Френка Гилбрета (1868 – 1924) и Лилијан Гилбрет (1878 – 1972) био је други камен темељац покрета индустријског инжењерства чији рад је смештен на Факултету индустријског инжењерства Универзитета Пурди. Они су категорисали елементе људског кретања у 18 основних елемената званих терблигс. Овај развој је омогућио аналитичарима да дизајнирају послове без знања о времену потребном за обављање посла. Ови развоји су били почетак много шире области познате као људски фактори или ергономија.
Године 1908, први предмет индустријског инжењерства је понуђен као изборни предмет на Државном универзитету Пенсилваније, који је 1909. постао посебан програм захваљујући напорима Хјуга Димера. Први докторат из индустријског инжењерства доделио је Универзитет Корнел 1933. године.
Године 1912. Хенри Лоренс Гант развио је Гантову карту која приказује акције организације заједно са њиховим односима. Овај графикон се отвара касније у облику који нам је данас познат из доприноса Воласа Кларка.
Са развојем монтажних линија, фабрика Хенрија Форда (1913) направила је значајан искорак у овој области. Форд је смањио време склапања аутомобила са више од 700 сати на 1,5 сат. Поред тога, био је пионир економије капиталистичког благостања („капитализма благостања“) и тренда пружања финансијских подстицаја запосленима зарад повећање продуктивности.
Године 1927. тадашњи Технички универзитет Берлин је била први немачки универзитет који је увео издавање дипломе. Студијски курс који је развио Вили Прион тада се још звао „Посао и технологија“ и имао је за циљ да потомцима индустријалаца обезбеди адекватно образовање.
Свеобухватни систем управљања квалитетом (Тотално управљање квалитетом или TQM) развијен у четрдесетим годинама, добија на замаху након Другог светског рата, и био је део опоравка Јапана након рата.
Амерички институт за индустријско инжењерство је формиран 1948. Рани рад Ф. В. Тејлора и Гилбретових је документован у радовима представљеним Америчком друштву машинских инжењера пошто је интересовање расло од пуког побољшања перформанси машина до перформанси целокупног производног процеса; најзначајније почевши од презентације Хенрија Р. Тауна (1844 - 1924) његовог рада Инжењер као економиста (1886).

### Поређење са другим инжењерским дисциплинама
Инжењеринг је традиционално декомпозициони. Да би се разумела целина нечега, прво се разлаже на делове. Особа савлада делове, а затим их поново саставља да би се боље разумело како савладати целину. Приступ индустријског и системског инжењеринга (ISE) је супротан; било који део се не може разумети без контекста целог система. Промене у једном делу система утичу на цео систем, а улога једног дела је да боље служи целом систему.
Такође, индустријско инжењерство разматра људски фактор и његов однос према техничком аспекту ситуације и свим осталим факторима који утичу на целокупну ситуацију, док се остале инжењерске дисциплине фокусирају на пројектовање неживих објеката.
„Индустријски инжењери интегришу комбинације људи, информација, материјала и опреме које стварају иновативне и ефикасне организације. Поред производње, индустријски инжењери раде и консултују се у свакој индустрији, укључујући болнице, комуникације, е-трговину, забаву, владу, финансије, прехрану, фармацеутске производе, полупроводнике, спорт, осигурање, продају, рачуноводство, банкарство, путовања и транспорт."